# Telamonia mustelina
Telamonia mustelina là một loài nhện trong họ Salticidae.
Loài này thuộc chi Telamonia. Telamonia mustelina được Eugène Simon miêu tả năm 1901.